# 5357 Секіґуті
5357 Секіґуті (5357 Sekiguchi, 1992 EL, 1969 TB4, 1971 BE3, 1981 BH, 1990 VJ4, 1990 WU13) — астероїд головного поясу, відкритий 2 березня 1992 року.
Тіссеранів параметр щодо Юпітера — 3,230.